# Пламен љубави
Пламен љубави (шп. Madre luna) колумбијско-америчка је теленовела, продукцијске куће Телемундо, снимана 2007.
У Србији је емитована 2008. на Фокс телевизији.

## Синопсис
У овој узбудљивој, драматичној причи пратимо мистериозну Алехандру Агире. У Алехандрин живот ће после много година одсуства ушетати Леонардо, њена бивша љубав и отац њена два сина Валентина и Деметрија, и пробудиће осећања за које је она мислила да су заувек угашена.
Њихова романса је отпочела одавно. Већ тада је Леонардо био у браку са Флавијом, мада је тај детаљ о свом животу једноставно прећутао. Не сањајући да има жену Алехандра остаје трудна са Леонардом, коме ће дужи низ година успевати да води двоструки живот и да истовремено балансира између две породице. Ипак, Алехандра ће дознати истину и одлучити да се одвоји од Леонарда.
Њен живот ће тећи уобичајеним током, далеко од Леонарда, све док се он једног дана не појави са својом рођаком Анабел, прелепом младом дамом у коју ће се заљубити оба Алехандрина сина. Међутим, ово неће бити једини сукоб два мушкарца око једне жене. И Алехандра ће постати предмет обожавања двојице мушкараца - Леонарда и његовог сина Анхела из брака са Флавијом. Снажне емоције које се буду разбуктале покренуће лавину мржње, освете, љубоморе и издаје.

## Карактеризација ликова
Алехандра Агире (Ампаро Грисалес) - Педесетогодишња жена која због своје виталности, емотивне снаге, сексуалности и добре грађе делује много млађе. Она је вредна, енергична и страствена. Њена невероватна привлачност ће бити изазов за мушкарце који ће пожелети да је поседују по сваку цену. Ипак, када осети угроженост она ће постати сурова како би сачувала свој понос, и понос својих синова који су јој најважнији у животу.
Леонардо Сиснерос – Бивша Алехандрина љубав и отац њених синова Валентина и Деметрија. Можда делује као нитков због бола који је нанео Алехандри, али у суштини њега муче помешана осећања. На једној страни, брига за супругу Флавиу и њиховог сина Анхела, а на другој, снажна љубав према Алехандри коју није успео да заборави ни после много година.
Анхел Сиснерос (Габријел Порас) – Син Леонарда и Флавије. Он је добар и фин момак, али његов свет почиње да се мења када упозна Алехандру. Она ће покренути у њему таква осећања због којих ће у једном тренутку изгубити сваку контролу. Освајање Алехандре постаје за њега изазов и опсесија, иако ни један од његових покушаја никада неће уродити плодом, јер ће га она увек третирати као дете.
Анабел Солдана (Мичел Браун) – Флавијина рођака. Када јој родитељи страдају она долази да живи са баком Тринидад и ујаком и ујном, Леонардом и Флавијом. Иако првобитно није имала намеру дуго да се задржава у ниховом дому, њени планови се мењају када упозна Валентина који ће јој се јако допасти. Ненамерно она постаје главни разлог ривалства између браће Валентина и Деметрија. Њено занимање за браћу Агире наићи ће на оштро противљење њене ујне која ову породицу доживаљава као непријатеље.
Валентин Агире (Алекс Сирвент) – Алехандрин и Леонардов син. Згодан и мужеван. Наследио је мајчин неукротив карактер. Он је жесток момак који је одабрао да остане на селу и ради уз своју мајку коју доживљава као најбољег пријатеља и спреман је увек да стане у њену одбрану. Иако није заљубљиве природе када се појави Анабел он ће бити очаран. Ипак, ова жена ће бити разлог његовог великог сукоба са братом.
Деметрио Агире (Арап Бетке) – Алехандрин и Леонардов син. И он је привлачан младић, али за разлику од брата он студира и Алехандра верује да ће он постати неко важан у друштву. Његово образовање је често узрок свадја са братом за чији укус је Деметрио превише софистициран. Заљубиће се у Анабел. Иако ће упрвом тренутку изгледати да је Анабел подједнако заинтересована за браћу, убрзо ће схватити да њено срце припада Валентину, што ће га навести да постане прави непријатељ свом брату.

## Улоге
| Глумац:              | Улога:                      |
| -------------------- | --------------------------- |
| Ампаро Грисалес      | Алехандра Агире             |
| Габријел Порас       | Леонардо Сиснерос           |
| Мичел Браун          | Анхел Сиснерос              |
| Саби Камалић         | Доња Тринидад Запата        |
| Моника Дионе         | Флавија Портиљо де Сиснерос |
| Арап Бетке           | Деметрио Агире              |
| Ана Лусија Домингез  | Анабел Салдања              |
| Алекс Сирвент        | Валентин Агире              |
| Пауло Кеведо         | Тирсо Рејносо               |
| Маурисио Аспе        | Роман Гариђо                |
| Худи Хенрикез        | Ангустијас                  |
| Хосе Салдарјага      | Фиделио Маркез              |
| Хулио дел Мар        | Игнасио Моралес             |
| Данијела Тапија      | Дулсе Елена Маркез          |
| Ана Беатриз Осорио   | Виолета                     |
| Себастијан Боскан    | Хермес                      |
| Педро Рода           | Бебо Кантиљо                |
| Луз Алехандра Пинзон | Хуана                       |
| Адријана Кампос      | Сулма                       |